# Mathematische Annalen
Mathematische Annalen – naukowe czasopismo matematyczne o długiej tradycji i dobrej reputacji. W 2022 miało w szczególności dwudziesty czwarty wskaźnik SJR (SCImago Journal Rank) spośród wszystkich czasopism kategorii Mathematics (miscellaneous). 
Artykuły są indeksowane i opisywane w Mathematical Reviews i zbMATH Open. Czasopismo jest obecnie (stan na 2023) dwumiesięcznikiem (rocznie ukazują się trzy numery, każdy składający się z dwóch zeszytów).

## Tematyka i komitet redakcyjny
Pismo publikuje oryginalne prace badawcze bez żadnych ograniczeń tematycznych.
Redaktorem naczelnym (stan z roku 2023) jest Yoshikazu Giga (University of Tokyo), a redaktorami: Richard Bamler (University of California, Berkeley), Serena Dipierro (University of Western Australia), Loukas Grafakos (University of Missouri at Columbia), Bernhard Hanke (Universität Augsburg), Ngaiming Mok (University of Hong Kong), Ritabrata Munshi (Indian Statistical Institute), Roman Sauer (Karlsruhe Institute for Technology), Vasudevan Srinivas (Tata Institute of Fundamental Research), Jean-Yves Welschinger (Université Lyon 1) i Wei Zhang (Massachusetts Institute of Technology). 

## Historia
Czasopismo zostało założone w roku 1868 przez Alfreda Clebscha i Carla Gottfrieda Neumanna. Pierwszy numer ukazał się w 1869. Do 1919 (numery 1-80) czasopismo wydawane było przez Teubner, od 1920 robi to Springer. Redaktorami byli Felix Klein, David Hilbert, Otto Blumenthal, Erich Hecke, Heinrich Behnke, Hans Grauert, Heinz Bauer, Herbert Amann, Jean-Pierre Bourguigon, Wolfgang Lück, Nigel Hitchin i Thomas Schick.